# Isabel Nkavadeka
Isabel Manuel Nkavadeka là một chính trị gia Mozambique. Cô là thành viên của FRELIMO và được bầu vào Hội đồng Cộng hòa Mozambique năm 1999 từ tỉnh Cabo Delgado. Năm 2004, cô cũng là thành viên của Quốc hội Liên minh châu Phi từ Mozambique.
Năm 2005, bà là Bộ trưởng Bộ Quốc hội.